# Épilepsie partielle familiale autosomique dominante avec des signes auditifs
L'épilepsie partielle familiale autosomique dominante avec des signes auditifs est une épilepsie d'origine génétique se manifestant par des crises d'épilepsies avec aphasie sensorielle ou uniquement des manifestations brutales d'aphasie sensorielle.
Les manifestations auditives les plus fréquentes sont la sensation d'entendre des sons comme des souffles, des bourdonnements ou des cloches. Les formes les plus rares sont des changements du volume ou l'apparition de son complexe. Les manifestations les plus brutales de cette maladie sont l'impossibilité de comprendre le son en l'absence d'autres troubles. D'autres manifestations sensitives peuvent survenir.
La plupart des personnes affectées ont secondairement des crises classiques d'épilepsies. Parfois ces crises sont provoquées par la sonnerie du téléphone.
Les premiers signes apparaissent au cours de l'adolescence mais peuvent débuter aux âges extrêmes de la vie. L'espérance de vie n'est pas affectée et le traitement médicamenteux contrôle bien les crises.

## Sources
- (en) Ruth Ottman « Autosomal Dominant Partial Epilepsy with Auditory Features » GeneReviews at GeneTests: Medical Genetics Information Resource (database online). Copyright, University of Washington, Seattle. 1997-2007. .